# David Marrero
David Marrero, né le 8 avril 1980 à Telde (Las Palmas de Grande Canarie), est un joueur de tennis espagnol, professionnel depuis 2001.
Il a remporté 14 titres ATP en double dont le Masters en 2013 avec Fernando Verdasco et atteint 16 autres finales.

## Parcours dans les tournois duGrand Chelem

### En simple
| Année | Open d'Australie | Open d'Australie | Internationaux de France | Internationaux de France | Wimbledon | Wimbledon | US Open | US Open |
| ----- | ---------------- | ---------------- | ------------------------ | ------------------------ | --------- | --------- | ------- | ------- |
| 2008  | —                | —                | 2e tour (1/32)           | Mario Ančić              | —         | —         | —       | —       |

N.B. : à droite du résultat se trouve le nom de l'ultime adversaire.

### En double
| Année | Open d'Australie              | Open d'Australie            | Internationaux de France    | Internationaux de France | Wimbledon                   | Wimbledon                      | US Open                      | US Open                   |
| ----- | ----------------------------- | --------------------------- | --------------------------- | ------------------------ | --------------------------- | ------------------------------ | ---------------------------- | ------------------------- |
| 2010  | —                             | —                           | 1er tour (1/32) S. Robert   | S. Stakhovsky M. Youzhny | 2e tour (1/16) Marc López   | J. Knowle Andy Ram             | 2e tour (1/16) R. Ramírez    | W. Moodie D. Norman       |
| 2011  | 1/8 de finale R. Ramírez      | Eric Butorac J.-J. Rojer    | 2e tour (1/16) Marc López   | C. Kas A. Peya           | 2e tour (1/16) Marc López   | S. Aspelin Paul Hanley         | 1/4 de finale A. Seppi       | J. Melzer P. Petzschner   |
| 2012  | 2e tour (1/16) Marc López     | M. Llodra N. Zimonjić       | 2e tour (1/16) C. Berlocq   | J. Melzer P. Petzschner  | 1/8 de finale A. Seppi      | J. Cerretani É. Roger-Vasselin | 1er tour (1/32) F. Verdasco  | J. Knowle F. Polášek      |
| 2013  | 1/4 de finale F. Verdasco     | Robin Haase I. Sijsling     | 1/4 de finale F. Verdasco   | Bob Bryan Mike Bryan     | 2e tour (1/16) A. Seppi     | Bob Bryan Mike Bryan           | 1er tour (1/32) F. Verdasco  | J. Murray John Peers      |
| 2014  | 2e tour (1/16) F. Verdasco    | Alex Bolt A. Whittington    | 2e tour (1/16) F. Verdasco  | A. Golubev Sam Groth     | 1/8 de finale P. Cuevas     | D. Nestor N. Zimonjić          | 1/4 de finale F. Verdasco    | Bob Bryan Mike Bryan      |
| 2015  | 1/4 de finale P. Cuevas       | S. Bolelli F. Fognini       | 2e tour (1/16) P. Cuevas    | C. Berlocq L. Mayer      | 1er tour (1/32) P. Cuevas   | T. C. Huey Scott Lipsky        | 1er tour (1/32) P. Cuevas    | Tommy Haas R. Štěpánek    |
| 2016  | 1er tour (1/32) G. García     | Łukasz Kubot M. Matkowski   | 2e tour (1/16) P. Carreño   | R. Štěpánek N. Zimonjić  | 1er tour (1/32) N. Almagro  | Lleyton Hewitt J. Thompson     | 1/8 de finale F. Verdasco    | Bob Bryan Mike Bryan      |
| 2017  | 1er tour (1/32) S. González   | H. Kontinen John Peers      | 1/8 de finale T. Robredo    | J. S. Cabal Robert Farah | —                           | —                              | 1er tour (1/32) B. Paire     | S. Darcis Dudi Sela       |
| 2018  | 2e tour (1/16) Scott Lipsky   | P. Carreño G. García        | 1er tour (1/32) F. Verdasco | J. Eysseric Hugo Nys     | 1er tour (1/32) F. Verdasco | Leonardo Mayer João Sousa      | 1er tour (1/32) M. Matkowski | M. González Nicolás Jarry |
| 2019  | 1er tour (1/32) Mischa Zverev | P.-H. Herbert Nicolas Mahut | —                           | —                        | —                           | —                              | —                            | —                         |

N.B. : le nom du partenaire se trouve sous le résultat ; le nom des ultimes adversaires se trouve à droite.

### En double mixte
| Année | Open d'Australie                | Open d'Australie           | Internationaux de France      | Internationaux de France       | Wimbledon                      | Wimbledon                     | US Open                     | US Open                      |
| ----- | ------------------------------- | -------------------------- | ----------------------------- | ------------------------------ | ------------------------------ | ----------------------------- | --------------------------- | ---------------------------- |
| 2010  | —                               | —                          | —                             | —                              | 2e tour (1/16) A. Dulgheru     | Chan Yung-jan Paul Hanley     | 1er tour (1/16) A. Dulgheru | Chan Yung-jan Paul Hanley    |
| 2011  | 2e tour (1/8) Sara Errani       | A. Rodionova M. Bhupathi   | 1er tour (1/16) A. Dulgheru   | Květa Peschke A.-U.-H. Qureshi | 2e tour (1/16) A. Hlaváčková   | F. López A. Petkovic          | —                           | —                            |
| 2012  | —                               | —                          | 1er tour (1/16) Y. Shvedova   | B. Mattek-Sands Horia Tecău    | 2e tour (1/16) N. Llagostera   | Melanie South Ken Skupski     | 1/4 de finale N. Llagostera | Liezel Huber Max Mirnyi      |
| 2013  | 1/4 de finale N. Llagostera     | Y. Shvedova Denis Istomin  | 1er tour (1/16) S. Cîrstea    | Hsieh Su-wei F. Nielsen        | 3e tour (1/8) Kimiko Date      | J.-J. Rojer V. Dushevina      | 2e tour (1/8) Kimiko Date   | A. Medina Bruno Soares       |
| 2014  | 1er tour (1/16) A. Parra        | Elena Vesnina M. Bhupathi  | 1er tour (1/16) Anabel Medina | Alizé Cornet Jonathan Eysseric | 2e tour (1/16) A. Parra        | Neal Skupski Naomi Broady     | 1er tour (1/16) A. Parra    | A. Hlaváčková Alexander Peya |
| 2015  | 1er tour (1/16) A. Parra        | K. Srebotnik Marcelo Melo  | 1er tour (1/16) A. Parra      | Tímea Babos Alexander Peya     | 2e tour (1/16) A. Parra        | Olga Savchuk Oliver Marach    | 1er tour (1/16) A. Parra    | Simona Halep Horia Tecău     |
| 2016  | 1er tour (1/16) L. Arruabarrena | A. Hlaváčková Łukasz Kubot | —                             | —                              | 1er tour (1/32) M. J. Martínez | O. Kalashnikova M. Middelkoop | —                           | —                            |

N.B. : le nom de la partenaire se trouve sous le résultat ; le nom des ultimes adversaires se trouve à droite.

## Participation auxMasters

### En double
| Année | Ville              | Surface    | Partenaire        | Résultats | Résultat final |
| ----- | ------------------ | ---------- | ----------------- | --------- | -------------- |
| 2013  | Londres (O2 Arena) | Dur indoor | Fernando Verdasco | 4v, 1d    | Vainqueur      |

## Classements ATP en fin de saison
| Année          | 2000 | 2001 | 2002 | 2003 | 2004 | 2005 | 2006 | 2007 | 2008 | 2009 | 2010 | 2011 | 2012 | 2013 | 2014 | 2015 | 2016 | 2017 | 2018 | 2019 | 2020 | 2021 |
| Rang en simple | 1247 | 701  | 529  | 625  | 532  | 266  | 425  | 353  | 198  | 158  | 388  | –    | –    | –    | –    | –    | –    | –    | –    | –    | –    | –    |
| Rang en double | 944  | 358  | 333  | 395  | 311  | 264  | 270  | 242  | 162  | 102  | 40   | 40   | 23   | 5    | 28   | 30   | 41   | 77   | 65   | 255  | 299  | 314  |

Source : (en) Classements de David Marrero sur le site officiel de la Fédération internationale de tennis